# 大阪空港交通
大阪空港交通株式会社（おおさかくうこうこうつう、英称：OSAKA AIRPORT TRANSPORT CO., LTD.）は、大阪府豊中市にある大阪国際空港（伊丹空港）・関西国際空港を中心にリムジンバスを運行していた阪急バスの子会社で、阪急阪神東宝グループに属していた。2022年3月1日、同年7月1日をもって阪急観光バスを合併することが発表された。なお、法手続き上の存続会社は大阪空港交通だが、大阪空港交通が社名を阪急観光バスに変更する形となる（所謂逆さ合併）。

## 概要
1964年（昭和39年）5月1日に運行開始。空港営業所（本社）の敷地は池田市と豊中市にまたがっており、法人住所は2017年（平成29年）3月まで大阪府池田市だったが、2017年4月に現在の本社ビル社屋がある大阪府豊中市へ変更した。株主は、阪急バスが100%保有している。伊丹空港発着便については市街地中心部へ乗り入れることで高いシェアを維持していた。
営業所は大阪国際空港近くに空港営業所と空港南営業所を設置、後者は主に関西国際空港関連の路線を担当した。

## 沿革・歴史
もとは、1950年（昭和25年）3月末日創立で、阪急電鉄が発起し関西大手私鉄5社の共同経営として設立された「関西観光自動車株式会社」である。戦後、日本が占領下にあった時期に外人観光客を受け入れるためのバス会社として誕生した。関西観光自動車は観光バス専業者だけに留まらず、日本航空と契約して伊丹空港〜大阪市内の空港輸送を行い、極東航空（現在の全日空の一部）とも業務提携し、空港送迎バスの運行も始めた。
その後、共同運営していた私鉄各社が自社で貸切バス事業に進出したことで、1954年（昭和29年）12月に阪急電鉄直系となるが、経営の不合理を排除するため、1962年（昭和37年）4月に阪急バスに吸収合併された。これにより関西観光自動車が日本航空と契約していた空港送迎バスの輸送も阪急バスが引き継いだが、日本航空と阪急バスは空港連絡バスに特化した会社の必要性を感じたため、1963年（昭和38年）6月25日に日本航空と阪急バスがそれぞれ50%出資して「大阪空港交通株式会社」が設立された。これより前の1958年（昭和33年）2月に阪神バス（当時は阪神電気鉄道自動車部）が全日空と貸切契約を結んでいたため、会社設立時は「阪急=日本航空」、「阪神=全日空」の関係となっていた。
1964年（昭和39年）5月1日に大阪（梅田）・京都・神戸の3路線で運行を開始したが、日本航空系の会社ということもありいずれも日本航空の支店・営業所を発着地とし、乗客も運行当初は日本航空の利用者とその送迎者、日本航空の社員に限定されていた。しかし、開業当初は累積赤字に悩んでいた。そこで日本航空利用者に限定していた方針を改めることになり、まず1966年（昭和41年）に京都線で競合していた藤田観光自動車の路線を譲り受けたが、その路線は全日空の京都営業所があった京都国際ホテルを発着地にしていた。譲渡を受け京都線を京都国際ホテルまで延伸し、京都線は大阪空港交通に一本化された。神戸線についても1968年（昭和43年）10月に阪神バスと相互運用することになり、神戸側では日本航空・全日空双方の営業所に乗り入れることになった。さらに1969年（昭和44年）2月1日に伊丹空港に新しいターミナルビルが完成、これにより航空会社別にあった待合室が統合されたため、日本航空利用者に限定することが完全に困難になり、1970年12月正式に日本航空利用者限定の規定が撤廃された。これと相前後して1966年12月1日に京都線が名神高速道路、1967年11月に大阪（梅田）線が阪神高速道路、1968年10月に神戸線が名神高速道路経由となり所要時間の短縮が図られ、利用客の増加につながった。1969年には初の新規路線として難波線・大阪中央線（中之島のホテルを発着）が開業、特に難波線は基幹路線の一つとなった。1970年の日本万国博覧会（大阪万博）の際には伊丹空港と万博会場を直結するバスが運行された。万博終了後も新規のバス路線やバス停の再編が行われ、1971年3月に新大阪駅を結ぶ路線が開業、1975年10月には京都線を京都駅前を経由するルートに変更、1976年8月には阿倍野線が開業した。
社章については当初日本航空と阪急バスの折半出資だったことから、日本航空の鶴丸マークに阪急電鉄の社章を組み合わせたものが使用されていた。しかし、日本航空利用者以外にも利用可能になったことからこの社章では不具合となり1978年に会社の略称の「OKK」を用いたものに変更した。
1994年に関西国際空港が開港。これに伴い関西空港から大阪駅前（梅田）・神戸・伊丹空港を結ぶ路線の運行が開始された。反面、関西空港の開港により伊丹空港路線利用客数の減少を招き、同路線の減便が進められた。一方で新規路線の開設も行われ、1997年7月には関西空港と京都を結ぶ路線、1998年7月には第二阪奈道路を経由した伊丹空港と奈良を結ぶ路線、2000年5月には伊丹空港と姫路を結ぶ路線、2001年には同年にオープンしたユニバーサル・スタジオ・ジャパンと伊丹・関西両空港とを結ぶ路線が運行を開始した。
2007年に日本航空インターナショナルが35%の株式を阪急バスに譲渡。阪急バスの出資比率が85%となり同社の子会社となる。その前年には阪急・阪神の経営統合により阪急阪神東宝グループが発足、大阪空港交通もその一員となった。
なお、2020年6月1日をもって貸切事業を廃止している。
2022年3月1日、同年7月1日をもって阪急観光バスを合併することが発表された。なお、法手続き上の存続会社は大阪空港交通だが、大阪空港交通が社名を阪急観光バスに変更する形となる。また、車両の塗装やデザインは変更されず、マークのみOKKからHKに変更されている。

## 路線
方面の後の（括弧内）は共同運行会社

### 大阪国際空港発着
出発は南北ターミナル間の中央ブロック。到着は南ターミナル・北ターミナル。
- 大阪駅前・梅田方面（阪神バス）
  - 旧新阪急ホテル、ハービス大阪、ホテル阪神
- なんば方面
  - なんば駅前行き（直行便・JR難波駅（OCAT）経由便）
  - なんば駅前発（※朝のみJR難波駅OCAT始発）
  - JR難波駅OCAT発（※朝以降は上本町出発便が経由）
- 上本町方面
  - 近鉄上本町駅（※朝以降の空港行はJR難波OCAT経由）
- あべの橋（天王寺）方面
  - あべの橋駅（天王寺駅）
- USJ方面（近鉄バス・阪神バス）
  - ユニバーサル・スタジオ・ジャパン
- 新大阪方面
  - 新大阪駅[注 3]
- 東大阪・八尾方面（大阪バス）
  - 東大阪長田駅・近鉄八尾駅
大阪空港交通便は長田駅折返し、大阪バス便のみ近鉄八尾駅まで運行
- 関西国際空港方面（関西空港交通）
  - 関西空港第1ターミナル、関西空港第2ターミナル
    - 蛍池駅発着、大阪国際空港経由
- 西宮方面（阪神バス）
  - 阪神甲子園駅
- 神戸三宮方面（阪神バス）
  - 神戸三宮駅
- 姫路方面（神姫バス）
  - 八多、淡河、志染、久留美、姫路駅
- 京都方面
  - 京都駅八条口
  - 京都駅八条口-二条駅-四条大宮
  - 京都駅八条口-京都駅烏丸口-四条河原町-京都市役所前-出町柳駅
※四条大宮系統・出町柳系統は朝の空港行、夜の空港発のみ
- 奈良・天理方面（奈良交通）
  - 第二阪奈生駒、大和西大寺駅南口、奈良県コンベンションセンター、新大宮駅、近鉄奈良駅、JR奈良駅、天理駅

### 関西国際空港発着
出発は旅客ターミナル1階。到着は旅客ターミナル4階。
- 大阪駅方面（関西空港交通・阪神バス）
  - 大阪駅前（旧新阪急ホテル–ハービス大阪）※一部便は下記各停留所まで運行及び始発。
  - ヒルトン大阪、茶屋町（ホテル阪急インターナショナル）、新梅田シティ（ウェスティンホテル大阪）、新大阪（阪急高速BT）、千里ニュータウン（桃山台）-千里中央
- 大阪国際空港方面（関西空港交通）
  - 大阪国際空港-蛍池駅
- 西宮方面（関西空港交通・南海バス・阪神バス）
  - 阪神西宮-JR西宮-阪急西宮北口
- 神戸三宮・六甲アイランド方面（関西空港交通・阪神バス）
  - 神戸三宮直行便・六甲アイランド（神戸ベイシェラトン）経由便
- 京都方面（関西空港交通・京阪バス）
  - 高速京田辺、京都駅八条口、堀川五条、四条大宮、二条駅、四条烏丸、烏丸御池、京都市役所前、三条京阪、出町柳駅

### 宝塚大阪ライナー
- 宝塚駅～大阪駅前（梅田）・なんば駅前  2020年12月24日認可。2021年1月4日運行開始。通勤・通学・出張の輸送を目的に、阪急バスグループの新しい輸送サービスとしてはじまる。大阪空港交通では空港発着以外の定期路線バスとしては初であった。ただし、阪急バスグループ全体では、阪急バスが1989年～1996年に有馬・北六甲台～大阪梅田を高速道路経由で結ぶ路線が通勤輸送の目的で運行していた。また、宝塚市～大阪市を直通する路線バスでは、1952年～1971年まで、阪急バスが日本初の深夜運転として運行しており、宝塚駅と大阪梅田・大阪本町を直通した。2021年3月31日の運行をもって休止した。[31]

### 休廃止系統
- 大阪空港系統
  - 堺東
  - 泉北（泉ヶ丘駅、光明池駅、和泉中央駅）
  - 京橋・OBP（大阪ビジネスパーク）
  - 枚方市（ラポールひらかた）
  - 名神高槻、高速京田辺、津田駅
  - 伏見・大津
  - 神戸（ポートピアホテル）
  - JR尼崎、阪神尼崎

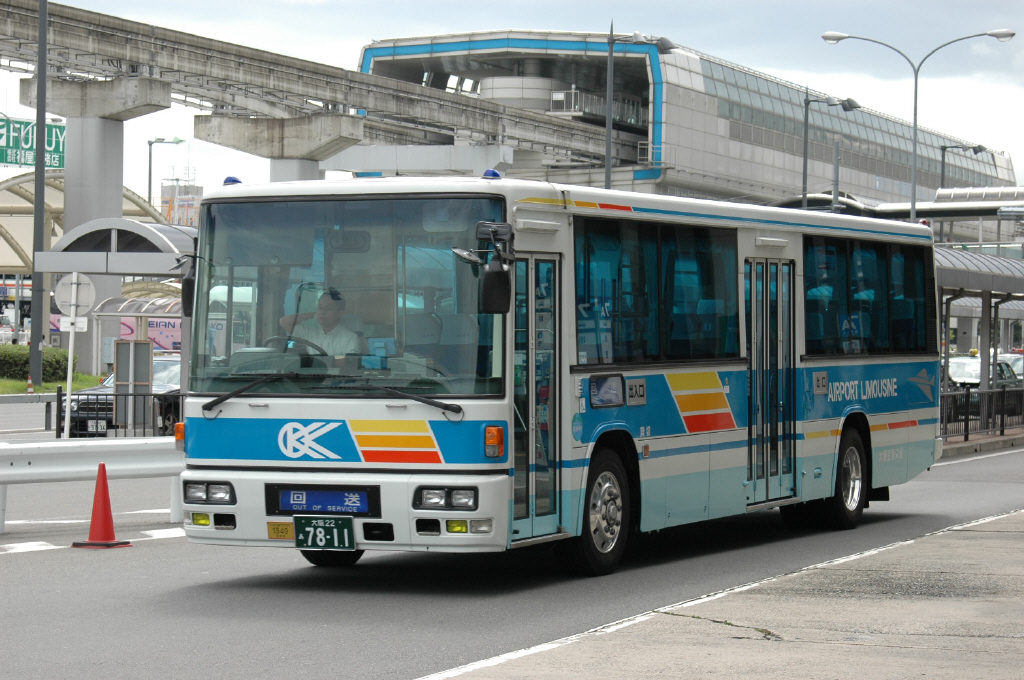
川西線の車両。短距離のため一般路線バスに準じた中扉付き（三菱MP・西工E型）であった

  - 川西バスターミナル（川西能勢口駅）、JR川西池田
- 関西空港系統
  - 難波・湊町(OCAT)
  - 天保山・USJ
  - 神戸（箕谷駅・谷上駅）
  - 茨木（茨木市駅・茨木駅）

### 乗継割引
以下の路線同士を太字停留所にて当日に乗り継ぐ場合、出発地にて乗継割引乗車券を購入できる。
- 京都方面・神戸三宮方面・大阪国際空港方面 - 関西国際空港 - 和歌山方面
  - 関西国際空港 - 和歌山方面は関西空港交通・和歌山バスが運行
- 大阪国際空港方面 - 神戸三宮 - 徳島方面
  - 神戸三宮 - 徳島方面は阪神バス・神姫バス・山陽バス・徳島バスが運行

### 乗車カード
PiTaPa・ICOCAは、伊丹空港及び関西国際空港発着の以下の便で使用できる。2016年4月1日よりSuicaなど交通系ICカード全国相互利用サービスにも対応した。
- 全便で使用可能（共同運行会社が運行する便を含む）
  - なんば方面、上本町方面、あべの橋（天王寺）方面、新大阪方面、姫路方面[注 4]、京都方面、奈良・天理方面[注 5]、大阪駅・梅田方面、神戸三宮方面、尼崎方面、西宮方面
- 自社が運行する便のみ使用可能（共同運行会社が運行する便は使用不可）
  - USJ方面

2009年10月1日に廃止された川西系統では、PiTaPa・ICOCAに加えてスルッとKANSAI対応磁気カードも使用可能であった。

## 車両

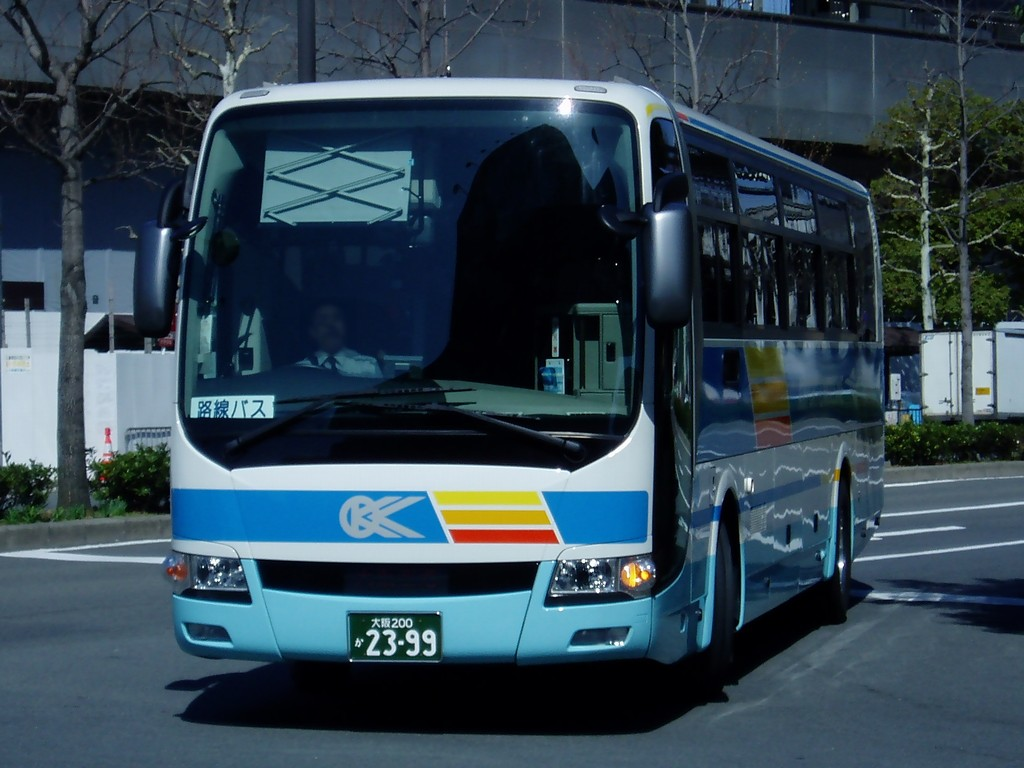
三菱ふそうエアロエース純正ボディ使用車

2020年7月現在、105台が在籍し、在籍比率は日野車と三菱ふそう車が40％台ずつ、残りはいすゞ車（日野車と同じジェイ・バス製）、日産ディーゼル（UD）車が1割弱ずつ在籍する。
2004年式以前は空港路線用は三菱ふそう車のみが使われ、西日本車体工業（西工）製のボディが架装されているのが一般的であった。ただし、三菱ふそう車でも純正ボディ（三菱自工名古屋製作所・MFBM製）が架装される場合もあった。また2010年に西工が解散した以降は、全て純正ボディでの導入となっている。2005年以降UD車（西工解散まで）、ジェイ・バス製（日野・セレガ及びいすゞ・ガーラ）も投入されている。三菱ふそう・エアロエース発売以後はこちらも積極的に導入されている。
一般的な空港リムジン路線用は、東京空港交通などで一般的な直結式クーラーではなく、長らくサブエンジン式を標準としていた（ジェイ・バス製は直結式のみであり、2020年現在は旧年式車を除き三菱ふそう車も直結式になっている）。関西国際空港発着の一部にはトイレを装備する。
現在の塗装は、白と青をベースとしたデザインで、ラッピングを施した車両も多いほか、後面には広告看板・ステッカーが取り付けられているのも特徴である。

## 子会社
- 株式会社オムテック - 車検整備・空港内車両の整備など。
- リッツ株式会社　-  券売機の管理・乗客の荷物を積み下ろすなど